# Дриптозаврові
Дриптозаврові (Dryptosauridae) — вимерла родина примітивних тиранозавридів. Ці динозаври жили у Крейдовому періоді. Назва родині дана Отнієлом Маршем в 1890. Наразі у родині відомо про рід Dryptosaurus, який включає один відомий вид Dryptosaurus aquilunguis і рід Alectrosaurus, який також включає лише один вид Alectrosaurus olseni.